# Aurel Stodola
Aurel Boleslav Stodola (Liptovský Mikuláš, 10 maggio 1859 – Zurigo, 25 dicembre 1942) è stato un ingegnere, fisico e inventore slovacco.
Lavorò nel campo della termodinamica e delle sue applicazioni e pubblicò il suo libro Die Dampfturbine (la turbina a vapore) nel 1903. Oltre alle questioni di termodinamica sulla progettazione delle turbine nel libro tratta di altri aspetti quali la fluidodinamica, le vibrazioni. Stodola fu professore di ingegneria meccanica presso il Politecnico federale di Zurigo. Einstein fu uno dei suoi allievi. Nel 1892 Stodola fondò il Laboratorio per la conversione di energia (LEC).

## Turbine a vapore ed a gas
Il suo libro Dampf und Gas-Turbinen (in italiano Turbine a vapore ed a gas) fu citato dall'ingegnere sovietico Fridrich Cander negli anni venti ed è stato inoltre un punto di riferimento fondamentale per gli ingegneri che lavorarono alla prima generazione di motori a reazione negli Stati Uniti. Stodola lavorò a stretto contatto con alcune industrie per lo sviluppo della prima turbina a gas, in particolar modo con la compagnia svizzera Brown, Boveri & Cie, che nel 1939 costruì il primo generatore elettrico con turbina a gas.

## Apparecchiature mediche
Negli anni 1915-1916 Stodola collaborò con il chirurgo tedesco Ferdinand Sauerbruch per sviluppare un braccio protesico meccanico. Questo evento fu uno dei primi esempi documentati di collaborazione fra il campo ingegneristico e quello medico.

## Riconoscimenti
- 1905 - Laurea honoris causa presso l'Università di Hannover
- 1908 - Medaglia Grashof del Verein Deutscher Ingenieure
- Laurea honoris causa presso l'Università tecnica di Brno
- 1929 - Laurea honoris causa presso l'Università Carolina di Praga
- 1941 - Medaglia James Watt dell'Istituto degli ingegneri meccanici del Regno Unito (IMechE)

Membro corrispondente dell'Accademia francese delle scienze.

## Commemorazione
- È stato commemorato nel 1959, in occasione del 100º anniversario della sua nascita, sul francobollo da 0,4 Kčs.
- L'asteroide 3981 Stodola, scoperto nel 1984, porta il suo nome.
- È stato commemorato nel 2009, in occasione del 150º anniversario della sua nascita, sul francobollo da € 0,33 della Slovacchia.
- È stato commemorato nel 2009, in occasione del 150º anniversario della sua nascita, sulla moneta d'argento da 10 euro della Slovacchia.